# NGC 6126
NGC 6126 este o galaxie lenticulară situată în constelația Coroana Boreală. A fost descoperită în 19 iunie 1880 de către Édouard Stephan⁠(d). Se află la o distanță de 139,68 de megaparseci de Pământ.